# 莫尼克·維蒂格
莫尼克·維蒂格（Monique Wittig；法語：[vitig] ；1935年7月13日—2003年1月3日），是法国作家、哲学家和女性主义理论家，着有废除性别阶级系統的作品，并创造了“異性戀合約”（heterosexual contract）一词。代表作品為《異性戀思維及其他文章》 。小说《女軍人》（Les Guérillères），是女同性恋女性主義的代表作品。 

## 生平
維蒂格，生於1935年。1950年，移居巴黎，進入巴黎高等社會科學研究學院就讀。1964年，她發表了她的第一部小說《乳香膏》（L'Opoponax），並在法國引起了廣泛的關注。這部小說被翻譯成英文後，維蒂格獲得了國際認可。她是婦女解放運動（Mouvement de libération des femmes, MLF）的創始人之一。1969年，她出版最具影響力的作品《女軍人》（Les Guérillères），是全球女性主義和女同性戀思想家的革命性作品。該作的出版也被認為是法國女性主義的奠基事件。
在完成論文後，維蒂格取得博士學位。 維蒂格是法國女性主義與女同性戀女性主義的代表人物。1971年，維蒂格參與創立巴黎第一個女同性戀社群「女鐵」（Gouines rouges）。維蒂格也參加基進女性主義團體 「革命女性主義者」（Féministes Révolutionnaires）。維蒂格與伴侶珊德‧載格共同創作許多作品，如1973年《女同性戀之軀》（Le Corps lesbien）。
1976年，因部分「革命女性主義者」成員企圖「癱瘓與摧毀女同性戀社群」 也是基進女性主義團體「女性主義革命家」（Féministes Révolutionnaires）的成員。 維蒂格本打算在「婦女解放運動」內部創建女同性戀團體，但遭到抵抗。 因「婦女解放運動」的反對者企圖摧毀女同性戀社群，維蒂格與戴格離開法國。維蒂格與戴格搬到美國，維蒂格兩人繼續關注性別理論，作品包含《異性戀思維》及寓言故事等，探索女同性戀女性主義、女性主義與文學形式間的相互聯繫和交錯。 她在各大學擔任客座教授，包括加利福尼亞大學柏克萊分校、瓦薩學院和亞利桑那大學圖森分校。她開設了一門以唯物主義思想為主題的課程，涉及婦女研究領域，讓學生參與修正《女同性戀之軀》的翻譯過程。2003年1月3日，因心臟病發作逝世。

## 異性戀思維
在這部作品的第一篇文章〈性別範疇〉中，維蒂格理論化了性壓迫的階級性質。以社會建構論，而非生物本質論的觀點，來看待性別之間的辯證關係。
性別不存在。存在的只有受壓迫的性別，與壓迫他人的性別。是「壓迫」創造性別，而不是受壓迫者。受壓迫者會說，是性別創造壓迫，或者說壓迫的起因來自性別本身，即外於社會先驗存在的生理差別。
雖然維蒂格在她的文學作品中只描寫女性，但她憎恨被稱為「女性作家」的概念。莫尼克·維蒂格稱自己是「基進女同性戀者」。 
對我來說，根本不存在所謂的女性文學。文學中，我不區分女性和男性。一個人要麼是作家，要麼不是。這是一個超越性別束縛的心靈空間。必須給自由留一些空間。語言允許這樣。這是建立逃脫性別的中性概念的方法。
此外，對於維蒂格來說，作為類別的「女人」（英語：woman）只存在於與社會類別「男人」的關聯中，而「女人」無法外於「男人」的關聯存在，使個體能擺脫社會構造和規範所帶來的束縛。維蒂格主張一種堅定的普世立場，表示表達身份和解放欲望需要廢除「性別」分類。
維蒂格將自己定位為基進女同性戀者。在她的著作《異性戀思維》中，她主張女同志不是女人，成為女同性戀者意味著走出男性為男性利益所定義的異性戀女性規範。
...並且說女同性戀者與女性交往、做愛、生活在一起，是不正確的，因為「女人」這個詞只有在異性戀思想和異性戀經濟體系中才有意義。女同性戀者不是女人。——1978
維蒂格也批判馬克思主義，認為馬克思主義阻礙了女性主義的奮鬥。同時，對女性主義本身，也持批評態度，指出女性主義並未質疑異性戀教條。
作為唯物女性主義的理論家，她批評了「女性」迷思（英語：the myth of woman），稱異性戀是一種政治制度，並概述了女同性戀者拒絕的社會契約基礎。

## 女軍人
《女軍人》於1969年出版，距離維蒂格的第一部小說發表五年。這本小說圍繞著「她們」（elles），女性戰士們創建了自己的主權國家，推翻了父權世界。小說採用一系列散文詩結構。「她們」（elles）不是「女人」——這是大衛·李維（David Le Vay）在英文譯本中常常出現的誤譯——而是普遍的「她們」，這是對男性的集體代名詞「他們」（ils）的語言攻擊。」 這本小說起初描述了「她們」（elles）所創造的世界，並以成員們回憶獨立戰爭的過程作結。

### 註腳
1. 1 2 3  .   [2023-07-30]. （原始内容存档于2020-03-23）.
2. ↑  Benewick, Robert. . London: Routledge. 1998: 332–333  [May 25, 2012]. ISBN 978-0-203-20946-2.
3. 1 2 3  Balén, Julia. In Memoriam: Monique Wittig, The Women's Review of Books, January 2004, Vol. XXI, No. 4., quoted in Trivia Magazine, Wittig Obituary. 的存檔，存档日期June 19, 2008，.
4. ↑  L'Homond, Bridgitte. France.—Feminism And The Women's Liberation Movement, Women's Studies Encyclopedia, ed: Helen Tierney, quoted in Gem Women's Studies Encyclopedia. 的存檔，存档日期July 11, 2011，.
5. ↑  "Word by Word Monique Wittig completed The Literary Workshop (Le chantier littéraire) in Gualala, California, in 1986, as her dissertation for the Diplome de l'Ecole des Hautes Etudes en Sciences Sociales in Paris. Gérard Genette was the director, and Louis Marin and Christian Metz were readers. Wittig wrote The Literary Workshop at a time of immense productivity..." 的存檔，存档日期March 4, 2016，.; Monique Wittig, Catherine Temerson, Sande Zeig. "The Literary Workshop: An Excerpt", in "GLQ: A Journal of Lesbian and Gay Studies – Volume 13, Number 4, 2007, pp. 543–551
6. ↑  Eloit, Ilana. . Feminist Theory. December 2019, 20 (4): 381–404  [2023-07-30]. ISSN 1464-7001. S2CID 210443044. doi:10.1177/1464700119871852. （原始内容存档于2023-07-11） （英语）.
7. 1 2  Eloit, Ilana. . Feminist Theory. December 2019, 20 (4): 381–404  [2023-07-30]. ISSN 1464-7001. S2CID 210443044. doi:10.1177/1464700119871852. （原始内容存档于2023-07-11） （英语）.
8. ↑  .   [February 5, 2005]. （原始内容存档于February 10, 2005）.